# Tabula Rasa (videogioco)
Richard Garriott's Tabula Rasa è un videogioco MMORPG prodotto dalla NCsoft e sviluppato dalla Destination Games sotto la supervisione di Richard Garriott creatore di Ultima Online. Il gioco miscela elementi del classico gioco di ruolo con elementi da sparatutto in prima persona. Il gioco è stato pubblicato il 2 novembre 2007 ma gli acquirenti della versione da collezionisti hanno avuto accesso al gioco tre giorni prima.

## Sviluppo
I primi mesi di commercializzazione del gioco hanno evidenziato delle vendite inferiori a quelle previste. Il videogioco costato circa 70 milioni di dollari avrebbe dovuto generare un fatturato di dieci milioni di dollari secondo le previsioni della società. In realtà nei primi sei mesi la NCsoft ha incassato 3.5 milioni di dollari, un risultato nettamente inferiore a quello previsto e quindi la società ha deciso di ridimensionare il gruppo di programmatori del gioco al fine di ridurne i costi di gestione.
Il 10 gennaio del 2009 è diventato gratuito, fino al 28 febbraio, data in cui i server sono stati chiusi.